# Хохлево (Вологодская область)
Хохлево — деревня в Вологодском районе Вологодской области.
Входит в состав Спасского сельского поселения, с точки зрения административно-территориального деления — в Спасский сельсовет.
Расстояние по автодороге до районного центра Вологды — 26 км, до центра муниципального образования Непотягово — 16 км. Ближайшие населённые пункты — Обросцево, Мстишино, Волнино.

## Население
| 2010 |
| ---- |
| 51   |

По переписи 2002 года население — 57 человек (30 мужчин, 27 женщин). Преобладающая национальность — русские (89 %).